# Vasyl Nadraha
Vasyl Nadraha (ukrajinsky Василь Іванович Надрага; * 19. srpna 1958, Kamensk, Burjatsko) je bývalý ukrajinský politik. V roce 2010 byl ministrem práce a sociální politiky ve vládě Mykoly Azarova. Předtím v letech 2002–2006 působil jako poslanec ukrajinského Parlamentu.